# Yony González
Yony Alexander González Copete (* 11. Juli 1994 in Medellín) ist ein kolumbianischer Fußballspieler, welcher derzeit auf bei Fluminense Rio de Janeiro unter Vertrag steht und derzeit an Atlético Goianiense verliehen ist.

## Karriere

### Verein
Im Januar 2016 wechselte Yony González von Envigado FC zum Atlético Junior FC aus Barranquilla. Für Envigado bestritt er seit 2013 Spiele in der ersten kolumbianischen Liga. Seinen ersten Einsatz für Junior erhielt er am 14. Februar 2016 bei einem 1:0-Sieg über Boyacá Patriotas, als er in der 83. Minute für Vladimir Hernández eingewechselt wurde.
Anfang Januar 2019 verließ er Kolumbien und wechselte nach Brasilien und schloss sich dort Fluminense Rio de Janeiro an. In der Série A 2019 erhielt er bereits am 1. Spieltag bei einer 0:1-Niederlage gegen Goiás EC seinen ersten Einsatz und stand für die vollen 90. Minuten auf dem Platz. In dieser Spielzeit kam er, bis auf vier Ausnahmen, in jedem Spiel zum Einsatz, größtenteils immer über die komplette Spielzeit. Anfang 2020 wechselte er ablösefrei zu Benfica Lissabon. Von dort ging es per Leihe gut einen Monat später wieder zurück nach Brasilien, diesmal zu den Corinthians São Paulo. Für diese kam er in vier Spielen zum Einsatz, bevor die Saison durch die COVID-19-Pandemie unterbrochen wurde. Nach einem fünften Spiel hätte er von Benfica zu einem Preis von 3 Millionen Euro gekauften werden müssen, dazu nicht und er kehrte im Sommer 2020 nach Lissabon zurück. Für den Rest des Jahres war er an LA Galaxy verliehen.
Nach Saisonende in den USA kehrte González nicht zu Benfica zurück. Er ging wieder nach Brasilien, wo er an den Ceará SC verliehen wurde. Eine Ablösesumme musste der Klub nicht zahlen. Zum Jahresanfang kehrte er in seine Heimat zurück. Hier schloss sich die nächste Leihe an Deportivo Cali an. Nach einer Zwischenstation beim Portimonense SC kehrte González Anfang Juli 2023 ablösefrei zu Fluminense zurück, wo er einen Kontrakt über zwei Jahre erhielt. Zur Saison 2024 er Spieler an Atlético Goianiense verliehen.

### Nationalmannschaft
Bei den Play-offs der Qualifikation für die Olympischen Spiele 2016, kam er im Hin- und Rückspiel gegen die Vereinigten Staaten für die Olympiaauswahl von Kolumbien zum Einsatz. Gegen diese konnte sich seine Mannschaft erfolgreich durchsetzen und somit für das Turnier qualifizieren. Bei den olympischen Spielen selber war er jedoch nicht mehr Teil des Kaders.

## Erfolge
Fluminense
- Copa Libertadores: 2023